# Casinaria daitojimensis
Casinaria daitojimensis är en stekelart som först beskrevs av Jinhaku Sonan 1940.  Casinaria daitojimensis ingår i släktet Casinaria och familjen brokparasitsteklar. Inga underarter finns listade.